# Dode kamer

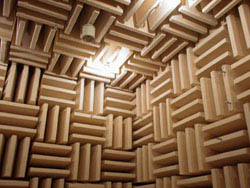
Absorberende punten in een dode kamer

Een dode kamer of anechoïsche kamer is een ruimte voor het verrichten van akoestische metingen. Een dode kamer heeft wanden, vloer en plafond die geluid maximaal absorberen en dus geen enkel geluid reflecteren. Meestal is een dode kamer voorzien van absorberend materiaal in de vorm van punten gevuld met schuim of steenwol. Hoe langer deze punten zijn, des te beter worden vooral de lage frequenties van het geluid geabsorbeerd. Dit is de reden dat grote, dus duurdere, dode kamers beter geschikt zijn voor metingen bij lage frequenties.
Om metingen te kunnen doen in een dode kamer is er een stalen net gespannen waarop gelopen kan worden. Een dode kamer is tevens uitstekend akoestisch geïsoleerd van de omgeving, vaak met een zware dubbele deur. Ook de muren van een dode kamer zullen zwaar moeten zijn uitgevoerd.
Een ideale dode kamer absorbeert alle geluidsfrequenties, zodat in de kamer alleen de lopende golven vanaf een eventuele geluidsbron kunnen blijven bestaan. Een spreker ervaart dit alsof hij of zij in de buitenlucht staat te praten, waar het bovendien volkomen stil is, hetgeen een vervreemdend effect geeft omdat men in een ruimte verwacht een echo van de eigen stem te horen, die in de dode kamer ontbreekt. Als een persoon zich stil houdt in een dode kamer gaat ook het ruisen van bloed in de oren opvallen.
Een dode kamer wordt veel gebruikt voor metingen aan microfoons en luidsprekers. Een dode kamer kan ook, in combinatie met een tweede dode kamer of een galmkamer, gebruikt worden om het transmissieverlies van een akoestische constructie te meten (bijvoorbeeld een raam of een muur). De te meten constructie wordt dan tussen de twee ruimtes in geplaatst. 
Ook een dode kamer is niet volledig stil; de Brownse beweging van de moleculen in de lucht geeft al een minimale geluidssterkte van -23 dBA. De stilste dode kamer is een dode kamer van Microsoft, deze dode kamer staat in het Guinness Book of Records en de geluidssterkte is daar -20,6 dBA.
De tegenhanger van een dode kamer is een galmkamer.
Een anechoïsche kamer kan ook gebruikt worden om elektromagnetische stralingen van toestellen op te meten. De kamer zelf is dan ook een kooi van Faraday. 